# CinemAsia
CinemAsia is een tweejaarlijks Aziatisch filmfestival dat wordt gehouden in Amsterdam. CinemAsia toont films uit Aziatische landen of films van Aziatische regisseurs. 

## Geschiedenis
De eerste editie van het festival vond plaats in 2004. Alle hoofdfilms werden tot 2010 vertoond in filmtheather Rialto. In 2010 werden alle films vertoond in Het Ketelhuis. Tevens werden enkele films vertoond in andere Nederlandse steden dan Amsterdam. In 2012 werd het hoofdfestival gehouden in De Balie. Het is sindsdien een jaarlijks terugkerend festival geworden. 
Tegenwoordig wordt het CinemAsia-filmfestival jaarlijks rond maart gehouden in de theaters Studio/K, Rialto VU en Rialto de Pijp. Later in het jaar volgt er een toer door heel Nederland.

### COVID-19
Vanwege de coronacrisis werd de editie van 2021 afgelast. Het voortbestaan van het filmfestival werd hierdoor onzeker, mede vanwege het stopzetten van de 4-jarige subsidie die het festival voorheen kreeg. Om geld in te zamelen startte de organisatie een crowdfundingcampagne.

### Nominaties
De organisatie is in 2016 genomineerd voor de Code Culturele Diversiteit Award.